# 318 (số)
318 (ba trăm mười tám) là một số tự nhiên ngay sau 317 và ngay trước 319.